# Distretto di Callanmarca
Il distretto di Callanmarca è uno dei dodici distretti della  provincia di Angaraes, in Perù. Si trova nella regione di Huancavelica.